# Vorsatz (Recht)
Vorsatz (dolus) bezeichnet im Strafrecht den Willen zur Tatbestandsverwirklichung in Kenntnis aller objektiven Tatumstände einschließlich der Kausalitätsbeziehungen. Die Rechtsprechung definiert ihn im Strafrecht als Willen zur Verwirklichung eines Straftatbestandes in Kenntnis aller seiner Tatumstände. Bei Vorsatzdelikten stellt der Vorsatz den wesentlichen Teil des subjektiven Tatbestands dar, weitgehend deckungsgleich mit dem Tatentschluss.
Allgemeinsprachlich bedeutet Vorsatz „(feste) Absicht beziehungsweise Entschluss“; also etwas, was sich jemand bewusst vorgenommen hat.

## Voraussetzungen des Vorsatzes
In einem Teil der Rechtslehre wird der Vorsatz kurz als „Wissen und Wollen der Tatbestandsverwirklichung“ beschrieben. Diese Definition greift jedoch möglicherweise zu kurz. In der Wissenschaft ist nämlich unter anderem strittig, ob der Vorsatz nur das Wissen des Täters um seine Tat erfasst, nur dessen Willen, die Tat zu verwirklichen, oder wie in der Rechtsprechung beides.
Für eine stärkere Betonung des kognitiven Elements (Wissen) gegenüber dem voluntativen Element (Wollen) spricht das Argument, dass der Wunsch des Täters regelmäßig nicht die Verwirklichung von Unrecht sei, sondern er dieses nur als notwendiges Übel in Kauf nehme, um ein anderes, eventuell sogar ehrhaftes Ziel zu erreichen.
Für eine stärkere Betonung des voluntativen Elements gegenüber dem des kognitiven Elements spricht, dass der Täter niemals alle Umstände seiner Tat kennen kann, was ihm nicht zum Vorteil gereichen sollte.
Das Vorliegen von Vorsatz bei Verwirklichung einer Handlung ist in der Regel ausschlaggebend für die Rechtsfolgen, die den Täter treffen. Für die Anforderungen an den Vorsatz ist weiterhin entscheidend, welches Rechtsgebiet betroffen ist. Grundsätzlich wird im Strafrecht der Begriff strenger ausgelegt, weil die Rechtsfolgen, die den Täter treffen können (z. B. Freiheitsstrafe) zum einen stärkere Eingriffe für diesen darstellen als etwa zivilrechtliche Schadensersatzansprüche. Die Vollstreckung strafrechtlicher Rechtsfolgen ist zum anderen ein Akt der öffentlichen Gewalt, der als solcher, weil dadurch Grundrechte des Täters eingeschränkt werden, einer Rechtfertigung bedarf.

### Grade des Vorsatzes
Der Dolus-Begriff (Vorsatz) kennt drei Einteilungsstufen:
1. Dolus directus 1. Grades („Absicht“): Die Absicht ist der zielgerichtete Wille, den tatbestandlichen Erfolg herbeizuführen. Die Tatbestandsverwirklichung ist das „Ziel“ des Handelns des Täters.
2. Dolus directus 2. Grades („direkter Vorsatz“, „Wissentlichkeit“): Der Täter hat das Wissen, dass das eigene Handeln zur Verwirklichung des Tatbestandes führt.
3. Dolus eventualis („Eventual- oder bedingter Vorsatz“): Der bedingte Vorsatz ist gegeben, wenn der Täter „den Taterfolg ernsthaft für möglich gehalten und billigend in Kauf genommen hat“,[3] beziehungsweise „sich mit diesem Risiko abfindet“. Der Eventualvorsatz ist grundsätzlich ausreichend, um Vorsatz für eine Tat zu begründen.

Für den Vorsatz gilt – wie für die übrigen Tatbestandsmerkmale – das Simultanitätsprinzip. Das bedeutet, dass der Vorsatz bei Tatbegehung vorliegen muss, vergleiche § 16 i. V. m. § 8 StGB. Der Täter muss demnach Kenntnis der vergangenen, und gegenwärtigen Tatbestandsmerkmale und Voraussicht vom künftigen Verlauf von Tathandlung und Taterfolg haben. Ein nur vor der Tat (lat. dolus antecedens) oder nach der Tat (lat. dolus subsequens) vorliegender Vorsatz genügt für die Annahme einer Vorsatztat nicht. Genauso wenig ist der sogenannte dolus generalis, nach dem es ausreichend sein soll, dass zu irgendeinem Zeitpunkt der Tatbegehung Vorsatz vorlag, ein Fall des Vorsatzes.
Bei Teilnehmern (Anstifter, Gehilfen) muss sich deren Vorsatz sowohl auf die vorsätzliche und rechtswidrige Tat als auch auf ihren eigenen Tatbeitrag beziehen. Hierbei ist für das Vorliegen des Vorsatzes der Zeitpunkt ihres eigenen Tatbeitrages entscheidend (z. B. bei der Anstiftung).
Ein Irrtum über die Umstände einer Tat (Tatbestandsirrtum, § 16 Abs. 1 StGB) schließt regelmäßig den Vorsatz aus, eine Bestrafung wegen der fahrlässigen Begehung eines Delikts bleibt davon unberührt. Der Vorsatz entfällt im Strafrecht nicht beim sog. Verbotsirrtum (§ 17 StGB), bei dem sich der Täter lediglich über die rechtliche Bewertung seiner Handlung irrt. Die Straffreiheit tritt beim Verbotsirrtum nur dann ein, wenn der Täter diesen Irrtum nicht vermeiden konnte.

### Eventualvorsatz (dolus eventualis) und bewusste Fahrlässigkeit (luxuria)
Problematisch ist die Abgrenzung des Eventualvorsatzes von der bewussten Fahrlässigkeit. Sowohl ein mit Eventualvorsatz als auch ein bewusst fahrlässig handelnder Täter rechnet nämlich regelmäßig mit der Möglichkeit, die im Gesetz benannten Umstände erfüllen und durch sein Verhalten den Eintritt des tatbestandlichen Erfolgs bewirken zu können.
Nach herrschender Lehre und ständiger Rechtsprechung des Bundesgerichtshofs handelt ein Täter nicht vorsätzlich, sondern lediglich bewusst fahrlässig, wenn dieser ernsthaft auf den Nichteintritt eines tatbestandlichen Erfolgs vertraut. Dazu gehören nach neuerer Ansicht auch psychische Prozesse der Gefahrverdrängung. In derartigen Fallkonstellationen unterdrückt der Täter mental seine Vorstellung von der Möglichkeit eines Erfolgseintritts.
Bei der Prüfung sind sämtliche Umstände des jeweiligen Einzelfalls zu berücksichtigen. Eine bloß vage Vermutung des Täters getreu dem Motto „Na, wenn schon …“ reicht für eine Bejahung lediglich fahrlässigen Verhaltens nicht aus. Vielmehr wird in jenen Fällen ein Erfolgseintritt als möglich, nicht ganz fernliegend erachtet und zumindest billigend in Kauf genommen (Billigungstheorie zum Eventualvorsatz). Bei Tötungsdelikten soll die Hemmschwellentheorie einen schematischen Schluss von der objektiven Gefährlichkeit einer Handlung auf das Willenselement verhindern.
Aus Sicht des Bundesgerichtshofs ist Eventualvorsatz selbst dann anzunehmen, wenn dem Täter ein Erfolgseintritt an sich zwar unerwünscht sein mag, die Kriterien der Billigungstheorie jedoch erfüllt sind.

## Deutschland
Gemäß § 15 StGB ist grundsätzlich nur vorsätzliches Handeln strafbar, wenn das Gesetz nicht ausdrücklich auch fahrlässiges Handeln mit Strafe bedroht.
Im deutschen Zivilrecht findet der Vorsatzbegriff beispielsweise in § 276 BGB Verwendung. Dort bezeichnet er das Wissen und Wollen der Tatbestandsverwirklichung im Bewusstsein der durch das Handeln indizierten Rechtswidrigkeit.

### Zivilrecht
Nach den Maßgaben des Zivilrechts wird das Vertretenmüssen gemäß § 276 Abs. 1 BGB an den subjektiven Merkmalen des Vorsatzes und der Fahrlässigkeit gemessen.
Vorsatz ist das Wissen und Wollen der Tatbestandsverwirklichung im Bewusstsein der Rechtswidrigkeit. Damit entspricht der Begriff bis auf das erforderliche Bewusstsein der Rechtswidrigkeit dem des Strafrechts. Ein Tatbestandsirrtum lässt somit den Vorsatz entfallen. Die vorsätzliche Handlung kann eine verschärfte Haftung auslösen, so beispielsweise bei der sittenwidrigen vorsätzlichen Schädigung im Sinne des § 826 BGB.
Bei deliktischer Haftung aufgrund eines strafrechtlichen Schutzgesetzes im Sinne des § 823 Abs. 2 BGB ist allerdings wie im Strafrecht das Bewusstsein der Rechtswidrigkeit für Vorsatz nicht erforderlich.
Insbesondere für den Bereich der Haftpflichtversicherung ist wichtig, dass der Vorsatz nicht nur das Schadensereignis umfassen muss, sondern auch dessen Folgen.

### Strafrecht
Im Strafrecht ist der Vorsatz zwingendes Tatbestandsmerkmal (§ 15 StGB) der Verwirklichung einer Straftat. Sofern nichts anderes bestimmt ist, bedarf es daher immer des Vorsatzes (außer bei den explizit genannten Fahrlässigkeitsdelikten, beispielsweise §§ 222, 229, 306d StGB). Ist kein bestimmter Grad des Vorsatzes gefordert (z. B. „absichtlich“) genügt immer die schwächste Vorsatzform des dolus eventualis (bedingter Vorsatz).
Der Vorsatz ist nach dem Umkehrschluss aus § 16 Abs. 1 StGB (vgl. Tatumstandsirrtum) die Kenntnis sämtlicher Tatumstände, die zum gesetzlichen Tatbestand gehören, also der Tatbestandsmerkmale. Der überwiegenden Ansicht nach genügt die bloße Kenntnis der Tatbestandsmerkmale jedoch nicht, da zum einen grammatikalisch der Wille in der Begriffsbedeutung des Wortes „Vorsatz“ mitschwingt und zum anderen stets ein Wille vorhanden sein muss, wenn jemand eine Tat in Kenntnis der Tatbestandsmerkmale begeht. Aus diesem Grund lautet die Kurzformel für die Beschreibung des Vorsatzes: Wissen und Wollen der Tatbestandsverwirklichung. Diese Kurzformel wird in der rechtswissenschaftlichen Literatur jedoch ob ihrer Kürze und Ungenauigkeit kritisiert. Schon das Reichsgericht definierte: „Vorsatz bedeutet Wissen und Wollen sämtlicher Tatbestandsmerkmale.“ Als genauere Definition wird daher der „Wille zur Verwirklichung eines Straftatbestandes in Kenntnis aller seiner Tatumstände“, d. h. objektiven Tatbestandsmerkmale, vorgeschlagen. Auch diese etwas längere Formel wird in der Literatur lediglich als „erste Annäherung“ angesehen. Zudem wird an der Kurzformel kritisiert, dass nach der Wissenstheorie gerade kein Wille mehr erforderlich sei.
Der Vorsatz muss die wesentlichen Elemente des eingetretenen Kausalverlaufs umfassen, zumindest in bedingter Form (atypischer Kausalverlauf, objektive Zurechnung).
Keine Bezugspunkte des Vorsatzes im Strafrecht sind objektive Strafbarkeitsbedingungen sowie im Allgemeinen die Rechtswidrigkeit.

### Ordnungswidrigkeitenrecht
Ähnlich wie im Strafrecht ist gemäß § 10 Ordnungswidrigkeitengesetz grundsätzlich nur vorsätzliches Handeln sanktionsbewehrt, es sei denn, dass auch fahrlässiges Handeln ausdrücklich mit Geldbuße bedroht ist. Knüpft eine Ordnungswidrigkeit an fahrlässigen Handeln an und die Tat wird vorsätzlich begangen, sieht § 3 der Bußgeldkatalogverordnung vor, dass das Regelbußgeld zu verdoppeln ist.